# Kinord Castle
Kinord Castle, auch Loch Kinord Castle, ist die Ruine einer Niederungsburg auf einem Crannóg in Loch Kinord südlich des Dorfes Old Kinord in der schottischen Council Area Aberdeenshire.

## Geschichte
Erstmals wird Kinord Castle 1335 urkundlich erwähnt, als Teile der geschlagenen Armee von David Strathbogie nach der Schlacht von Culblean dort Zuflucht suchten. Erneut wird die Burg 1505 erwähnt; Alexander Gordon, 3. Earl of Huntly, nutzte sie 1511 als Landhaus.
1646 wurde Kinord Castle repariert und mit einer Garnison belegt, aber bereits 1648 nach einem Parlamentsbeschluss geschleift.
Heute sind nur noch leichte oberirdische Spuren der Befestigungsanlage sichtbar.